# Omega linguaggio
Un ω-linguaggio è un insieme di sequenze di simboli di lunghezza infinita.

## Definizione formale
Sia un ω-linguaggio {\displaystyle L} definito su un alfabeto Σ (non necessariamente finito). {\displaystyle L} è quindi l'insieme delle parole di lunghezza infinita sull'alfabeto {\displaystyle \Sigma }.
Seguendo la definizione standard della teoria dei linguaggi formali, {\displaystyle \Sigma ^{*}} è l'insieme di tutte le parole finite su {\displaystyle \Sigma }. 
Si definisce quindi un ω-linguaggio {\displaystyle L} come l'insieme di tutte le parole di lunghezza infinita {\displaystyle x\in \Sigma ^{\omega }}. 
Dal punto di vista della notazione, l'insieme di tutte le parole infinite su {\displaystyle \Sigma } è indicato con {\displaystyle \Sigma ^{\omega }}. L'insieme di tutte le parole finite e infinite su {\displaystyle \Sigma } è talvolta scritto {\displaystyle \Sigma ^{\infty }}.

## Operatori
Vengono definiti sugli ω-linguaggi una serie di operatori.
- Intersezione e unione. Dati gli ω-linguaggi {\displaystyle L} e {\displaystyle M}, sia {\displaystyle L\cup M} che {\displaystyle L\cap M} sono ω-linguaggi.
- Concatenazione sinistra. Sia {\displaystyle L} un ω-linguaggio e {\displaystyle K} un linguaggio di parole finite. Al fine di creare un nuovo ω-linguaggio concatenando i due linguaggi, {\displaystyle K} può essere concatenato a sinistra unicamente a {\displaystyle L} per produrre il nuovo ω-linguaggio  {\displaystyle K\circ L}.
- Omega (iterazione infinita). L'operatore ω è la versione infinita dell'operatore stella di Kleene su linguaggi di lunghezza finita. Dato un linguaggio formale {\displaystyle L}, {\displaystyle L^{\omega }} è l'ω-linguaggio fatto da tutte le sequenze infinite di parole da {\displaystyle L}.
- Prefisso. Sia w una ω-parola. Allora il linguaggio formale {\displaystyle Pref(w)} contiene ogni prefisso finita di w.
- Limite. Dato un linguaggio finito {\displaystyle L}, una ω-parola w è nel limite di {\displaystyle L} se e solo se {\displaystyle Pref(w)\cap L} è un linguaggio infinito. In altre parole, per un numero naturale arbitrariamente grande n, è sempre possibile scegliere qualche parola di {\displaystyle L}, la cui lunghezza sia maggiore di n e che al tempo stesso sia anche un prefisso di w. L'operazione limite su {\displaystyle L} può essere scritta {\displaystyle L^{\sigma }} oppure {\displaystyle {\vec {L}}}.

## Distanza traω-parole
L'insieme {\displaystyle \Sigma ^{\omega }} può essere trasformato in uno spazio metrico definendo una metrica {\displaystyle d:\Sigma ^{\omega }\times \Sigma ^{\omega }\rightarrow \mathbb {R} } tale che:
{\displaystyle d(w,v)=\inf\{2^{-|x|}:x\in \Sigma ^{*}\ {\text{and}}\ x\in {\text{Pref}}(w)\cap {\text{Pref}}(v)\}}
dove {\displaystyle |x|} è interpretato come "la lunghezza di x" (numero di simboli in x ), e {\displaystyle \inf } è l'estremo inferiore su un insieme di numeri reali. Se {\displaystyle w=v} allora non esiste un prefisso x più lungo e  {\displaystyle d(w,v)=0}. La relazione simmetrica è evidente. La transitività deriva dal fatto che se w e v hanno un prefisso condiviso massimo di lunghezza m e v e u hanno un massimo prefisso condiviso di lunghezza n, allora i primi {\displaystyle \min\{m,n\}} caratteri di w e u devono essere gli stessi e quindi {\displaystyle d(w,u)\leq 2^{-\min\{m,n\}}\leq 2^{-m}+2^{-n}=d(w,v)+d(v,u)} . Ciò mostra che d è una metrica.

## Sottoclassi importanti
La sottoclasse più utilizzata degli ω-linguaggi è l'insieme dei linguaggi ω-regolari, che sono riconoscibili dagli automi di Büchi. Ne deriva che il problema decisionale dell'appartenenza di una stringa infinita ad un linguaggio ω-regolare è decidibile usando un automa di Büchi.